# Libera (chór)

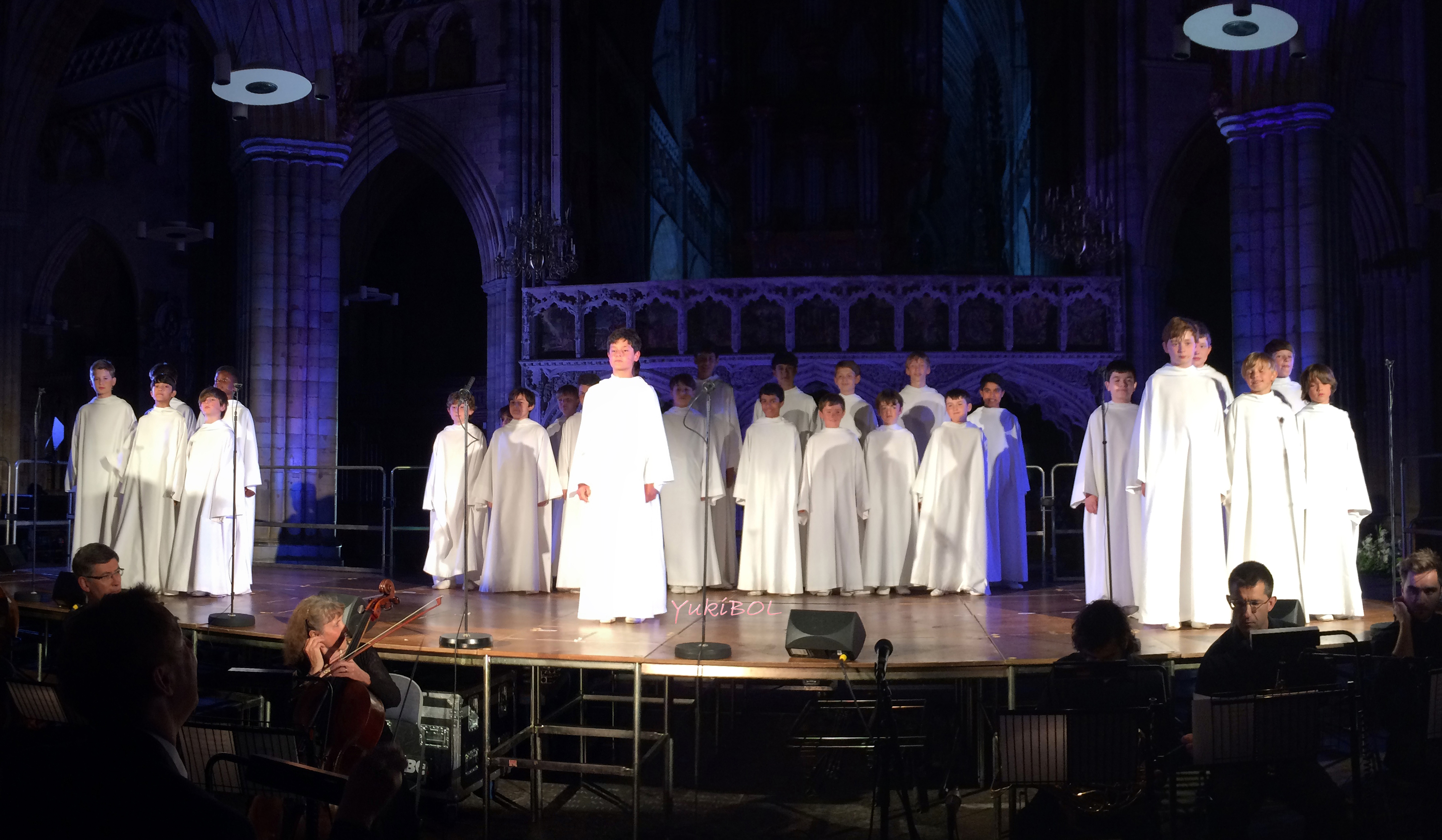
Liberia w 2015 roku

Libera – zespół chóralny wyodrębniony z anglikańskiego chóru parafialnego z południowego Londynu. Zespół tworzy grupa chłopców w wieku od 7 do 16 lat. Niektórzy chłopcy pozostają w zespole dłużej, by pomagać w przygotowaniu młodszych chórzystów. Nazwa zespołu niejednokrotnie ulegała zmianie. 

## Historia zespołu

### Początki: Chór chłopięcy Świętego Filipa (Saint Philip's Boys' Choir)
Grupa zadebiutowała w 1984 pieśnią San Damiano (jako Chór chłopięcy Świętego Filipa). W 1988 wydano pierwszy album Sing For Ever. W 1990 grupa zmieniła nazwę na „Angel Voices” (Anielskie Głosy). W tym czasie ukazał się drugi album grupy – „New Day” (Nowy Dzień). Oba albumy cieszyły się ogromną popularnością. Zmiana nazwy zespołu wiązała się ze zmianą stylu. 

### Angel Voices (Anielskie Głosy)
W latach dziewięćdziesiątych grupa zyskała ogromną popularność wydając trzy albumy, regularnie występując w programach telewizyjnych. 

### Ostatni okres – Libera
W 1998 grupa uzyskała ostateczną nazwę funkcjonującą do dzisiaj. „Libera” wydała pięć albumów: Libera w 1998, Luminosa w 2001, Free w 2004, Visions w 2005 i Angel Voices w 2006. Zespół liczy do 40 członków.

## Styl
Charakter muzyczny Libery kontrastuje z klasycznymi chórami chłopięcymi takimi jak Wiedeński Chór Chłopięcy czy też Polskie Słowiki. Dominuje jaśniejsza, typowo dyszkantowa barwa głosu, mniejszą wagę przykłada się do wykonawstwa klasycznych, barokowych, popularnych w chórach chłopięcych utworów (choć takowe też są wykonywane- Johann Pachelbel, Jan Sebastian Bach). Zespół opiera się na kompozycjach gatunku crossover. Utwory mają majestatyczny, łagodny charakter, niektóre są też nacechowane dramatyzmem, refleksyjnością i silnie nawiązują do muzyki sakralnej. 
Głosy w zespole odpowiadają standardom charakterystycznym dla tego typu grup. Oprócz dziecięcych altów i sopranów zespół niekiedy korzysta z łagodnego wsparcia tenorowego (chórzyści po przebyciu mutacji wspierają jeszcze przez kilka lat Liberę, śpiewając także okrojonym, naturalnym altem). Niejednokrotnie młodzi śpiewacy osiągają oktawę trzykreślną (do d’’’- utwór „Voca me”).